# Zorzines pseudohypena
Zorzines pseudohypena là một loài bướm đêm trong họ Noctuidae.